# Катанське
Ката́нське — село в Україні, у Кириківській селищній громаді Охтирського району Сумської області. Населення становить 504 осіб. Колишній орган місцевого самоврядування — Катанська сільська рада.
Після ліквідації Великописарівського району 19 липня 2020 року село увійшло до Охтирського району. До складу ліквідованої сільської ради входило також с. Березівка.
Сільська рада розташовувалась в лісостеповій зоні, на території ліквідованої сільської ради протікає річка Ворсклиця, на відстані 42 км від колишнього районного центру Великої Писарівки

## Географія
Село Катанське розташоване на лівому березі річки Ворсклиця, яка через 3 км впадає в річку Ворскла, вище за течією на відстані 4.5 км розташоване село Солдатське, нижче за течією на протилежному березі — село Кам'янецьке. На відстані 1 км розташоване село Іванівка.
Річка у цьому місці звивиста, утворює лимани, стариці та заболочені озера.
Із природних ресурсів на території сільської ради є пісок будівельний і глина для виготовлення цегли.
На території колишньої сільської ради знаходиться природно-заповідний фонд — Бакирівський гідрологічний заказник, загальною площею 310 га.

## Історія
Історія села Катанське пов'язана з далекою давниною, про це свідчать археологічні розкопки. В урочищі «Пескі» знайдено поселення скифів, а також поселення бронзового періоду.
Село Катанське було засновано в 1699 році на берегах річки Ворсклиця переселенцями із Росії з метою укріплення Бєлгородської гряди. 
До 1905 року село називалось Віли, а після освящення побудованої нової церкви в 1905 році було перейменоване в с. Катанське. Населення відносилось до державних селян. Представником влади на селі був виборний староста і писарь. Всі важливі для села питання вирішувались на сходці села. В селі діяло три водяних млина, пізніше заможніші люди почали будувати вітряні млини, їх кількість дійшла до 32-х штук, потім був побудований паровий млин.
В 30-х роках 20 століття в селі була конюшня на 200 голів конематок, молодняк коней відбирався Червоною Армією. В 1929 році в селі був організований ТОЗ «Красний пахарь», потім в 1930–1931 роках був створений колгосп «Комуніст», який проіснував до 1994 року.
Село постраждало внаслідок геноциду українського народу, проведеного урядом СССР 1932–1933 та 1946–1947 роках.

## Відомі особистості
В поселенні народився:
- Баличев Сергій Олексійович (1974—2023) — старший стрілець 1 мотопіхотної роти, учасник російсько-української війни. Помер 18.10.2023 в с. Максимівка Волноваського району Донецької області[2].
- Баличев Іван Мойсейович (1924—1999) — радянський вояк, Герой Радянського союзу.
- Черкашин Яков Єфремович (1911—2000) — кавалер орденів Слави II - ІІІ ступенів, орденів Вітчизняної війни II та І ступенів, медалі «За відвагу» та ін.